# Go-Shirakawa
Go-Shirakawa (後白河?; 18 ottobre 1127 – 26 aprile 1192) è stato il settantasettesimo imperatore del Giappone, ma soprattutto l'ultimo vero sovrano prima che lo shōgun diventasse per quasi sette secoli il capo assoluto del Paese.

## Biografia

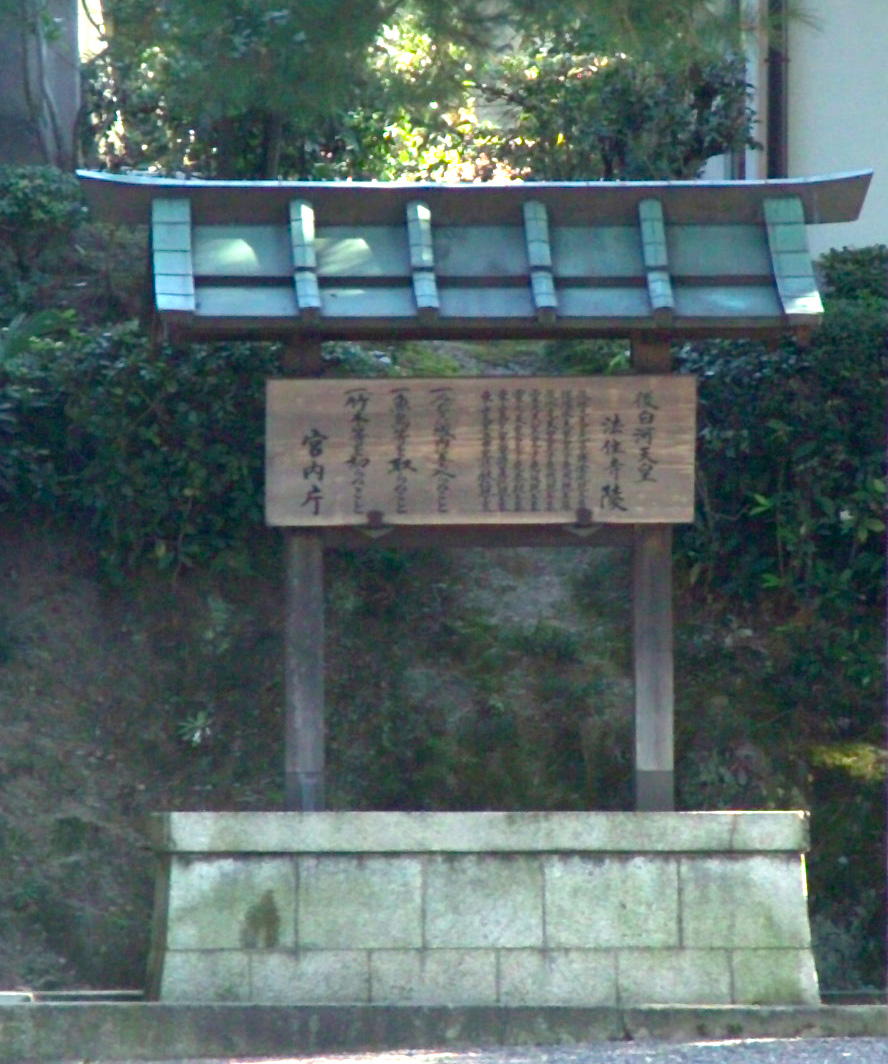
La tomba di Go-Shirakawa a Kyoto.

Quarto figlio dell'imperatore Toba e dell'imperatrice Shōko, appartenente al clan Fujiwara, gli fu dato il nome Masahito (雅仁?). Al momento dell'ascesa al trono, il 23 agosto 1155, scelse il nome di imperatore Go-Shirakawa (後白河天皇?, Go-Shirakawa Tennō, lett. "successore di Shirakawa"). Il 5 settembre 1158, abdicò in favore del figlio Nijō, ma di fatto continuò il suo governo del chiostro fino alla sua morte, mentre si alternarono gli imperatori (nominali) Nijō, Rokujō, Takakura, Antoku e Go-Toba.
Cercò di ridurre l'influenza del clan Fujiwara e di rinforzare altri samurai, ma l'influenza di questi superò le sue aspettative e il suo potere era ormai molto diminuito. In particolare, favorì l'ascesa di due samurai, Taira no Kiyomori e poi Minamoto no Yoritomo. Dopo la morte di Kiyomori, il clan Taira perse di influenza.
Nel 1192, dopo un contrasto con il clan Minamoto che portò alla morte del fratello di Yoritomo, Yoshitsune, nominò shōgun quest'ultimo, che dopo la sua morte poco dopo divenne il governatore effettivo del Giappone.
Fu padre, tra gli altri, dell'imperatore Nijō e del principe Mochihito.

## Presenza nella cultura di massa
- Yoshitsune - serie televisiva (2005), interpretato da Mikijirō Hira.